# Linia kolejowa Kłajpeda – Pojegi
Linia kolejowa Kłajpeda – Pojegi – linia kolejowa na Litwie łącząca stację Kłajpeda ze stacją Pojegi i z granicą państwową z Rosją.
Linia na całej długości jest niezelektryfikowana i jednotorowa.

## Historia
Linia została otwarta w 1875 jako część kolei tylżycko-kłajpedzkiej. Początkowo leżała Cesarstwie Niemieckim. W 1918 znalazła się pod kontrolą międzynarodową. W latach 1923–1939 linia znajdowała na Litwie, następnie do 1945 w Niemczech. W latach 1945–1991 linia leżała w Związku Sowieckim. Od 1991 ponownie znajduje się w granicach niepodległej Litwy.